# 동암항 (기장군)
동암항(東岩港)은 대한민국 부산광역시 기장군 기장읍 시랑리에 있는 어항이다. 2004년 12월 27일 어촌정주어항으로 지정하여 관리하고 있다. 시설관리자는 기장군수이다. 동암항 인근에 국립수산과학원, 수산인력개발원이 있다.

## 어항 구역
- 수역: 90,758m2
- 육역: 7,120m2